# Anita Snellman
Sini Anita Kyllikki Snellman (Helsinki, 4 de septiembre de 1924 - Helsinki, 24 de febrero de 2006) fue una pintora finlandesa.

## Biografía
Snellman nació en Helsinki el 4 de septiembre de 1924. Estudió en la Real Academia de Artes de Helsinki, en la Real Academia Sueca de Bellas Artes de Estocolmo y en la Academia Julian de París.
Después de pasar un tiempo en París, se mudó a Ibiza,isla que descubrió en 1955, animada por sus compañeros artistas Maija Isola y Jaakko Somersalo. Allí compró un apartamento a finales de los años 60.
Snellman impartió clases en la Academia de Bellas Artes de Helsinki entre 1971 y 1979.
Recibió la medalla Pro Finlandia, también llamada Orden del León, en 1976. En 1979 creó la Fundación Anita Snellman.
Snellman falleció el 24 de febrero de 2006 en Helsinki.Está enterrada en el cementerio de Hietaniemi.

## Colecciones
La obra de Snellman se conserva en las siguientes colecciones públicas de Finlandia:
- Museo de Arte Ateneum
- Museo de Arte Amos Anderson
- Museo de Lahti
- Museo de Arte Contemporáneo de Tampere
- Museo de Arte de Oulu
- Museo de Arte Joensuu
- Museo de Arte de Imatra
- Museo de Arte de Helsinki
- Museo de Arte de Kuopio
- Colección de la Fundación Wihuri